# Hóquei Club de Braga
L'Hóquei Club de Braga / SPORMEX  è un club portoghese di hockey su pista fondato nel 1988 ed avente sede a Braga.
La squadra disputa le proprie gare interne presso il Pavilhão das Goladas, a Braga.

## Palmarès

### Altri piazzamenti
- Coppa del Portogallo

Finale: 2006-2007, 2007-2008
Semifinale: 2009-2010
- Supercoppa del Portogallo

Finale: 2008
- Coppa CERS/WSE

Finale: 2011-2012, 2022-2023
Semifinale: 2010-2011

## Statistiche

### Partecipazioni ai campionati
| Livello | Categoria  | Partecipazioni | Debutto   | Ultima stagione |
| ------- | ---------- | -------------- | --------- | --------------- |
| 1º      | 1ª Divisão | 15             | 2005-2006 | 2022-2023       |
| 2º      | 2ª Divisão | 5              | 2003-2004 | 2016-2017       |
| 3º      | 3ª Divisão | 2              | 2001-2002 | 2002-2003       |

### Partecipazioni alla coppe nazionali
| Competizione              | Partecipazioni | Debutto   | Ultima stagione |
| ------------------------- | -------------- | --------- | --------------- |
| Coppa del Portogallo      | 22             | 2001-2002 | 2022-2023       |
| Supercoppa del Portogallo | 1              | 2008      | 2008            |
| Elite Cup                 | 2              | 2019      | 2022            |

### Partecipazioni alla coppe internazionali
| Competizione     | Partecipazioni | Debutto   | Ultima stagione |
| ---------------- | -------------- | --------- | --------------- |
| Coppa CERS/WSE   | 8              | 2008-2009 | 2022-2023       |
| Champions League | 1              | 2022-2023 | 2022-2023       |